# Kurt Max Schulz-Schönhausen
Kurt Max Schulz-Schönhausen (* 20. September 1922 in Neudamm als Kurt Max Schulz; † 18. Juni 1999 in Rotthalmünster bei Passau) war ein deutscher Maler und Graphiker.

## Leben und Wirken
Kurt Max Schulz ist in Berlin-Niederschönhausen aufgewachsen. 1940 bis 1945 war er im Reichsarbeits-, dann im Kriegsdienst, 1945 kurzzeitig in amerikanischer Gefangenschaft. Von 1945 bis 1951 studierte und praktizierte er für das Lehramt, das er mit der 2. Lehramtsprüfung abschloss.
1952 übersiedelte er, seit 1948 verheiratet mit Valerie Vera Trittel, nach Offenbach am Main. Neben dem Lehramt studierte er in Frankfurt am Main Kunstgeschichte und Sozialwissenschaften. 1956 erfolgte die Lehrberechtigung für Kunsterziehung an Gymnasien, ab 1957 war er Leiter der Abteilung „Angewandte Malerei“ an der Werkkunstschule Offenbach am Main, ab 1970 war er am dortigen Nachfolgeinstitut Hochschule für Gestaltung im Fachbereich Architektur zuständig für die Fächer „Farbtheorie und Farbgestaltung“ und „Aquarellieren und Zeichnen“. Am 9. Juli 1979 wurde er zum Professor ernannt.
Ab 1965 wohnte er mit seiner Frau in einem eigenen Haus mit Atelier in Messenhausen-Rödermark, ab 1994 in Berlin, ab Herbst 1998 in Passau.
Valerie Schulz-Schönhausen errichtete eine Zustiftung zur Stiftung Kunstfonds. Seit 2018 vergibt die Stiftung Kunstfonds jährlich den „Förderpreis Valerie und Prof. Kurt M. Schulz-Schönhausen“. „Der künstlerische Nachlass von Kurt M. Schulz-Schönhausen wird heute im Künstlerarchiv der Stiftung Kunstfonds bewahrt. Sein Werk steht für Ausstellungen und wissenschaftliche Forschungen zur Verfügung.“

## Ausstellungen (Auswahl)
- 1953 Offenbach am Main, Werkkunstschule
- 1962 Brüssel, Goethe-Institut
- 1978 Montreal und Toronto, Goethe-Institut
- 1987 Dreieichenhain (Kreis Offenbach am Main), Dreieich-Museum
- 2002 Passau, Sankt Anna-Kapelle (Kunstverein Passau e.V.), 30. Mai – 23. Juni: Kurt Schulz-Schönhausen – Malerei und Graphik